# Просте вбрання

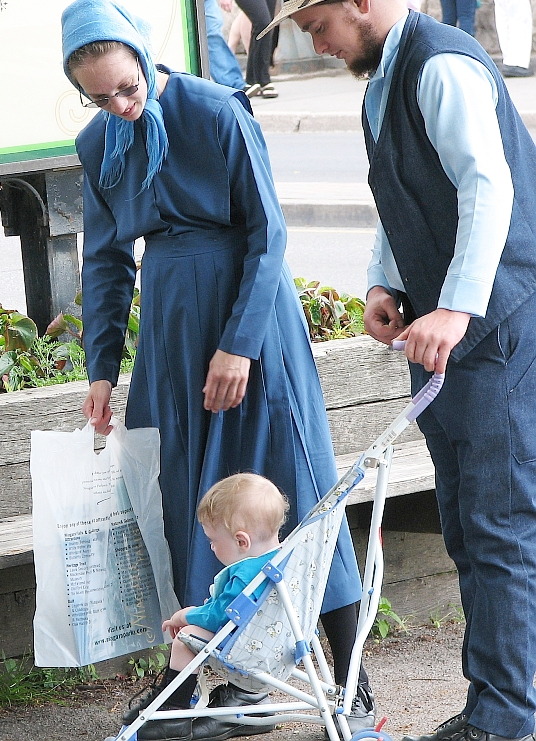
Родина амішів старого ордену в традиційному простому вбранні

Про́сте вбрання це звичай деяких релігійних угрупувань, здебільшого християнської церкви, згідно якого люди одягаються у вбрання традиційного невибагливого стилю, консервативного пошиття та з міцної тканини. Його метою є вияв смиренності та збереження общинної окремості від решти світу.
Цей звичай в цілому поширений серед таких анабаптистських відгалужень: аміші, гуттерити, меноніти з їх підгрупами 
– старого ордену, консервативні та традиційні "російські" меноніти. Також таке вбрання носять консервативні друзі (квакери), в яких це є складовою їхнього Свідчення Простоти; більш того, підгрупи фундаментальних мормонів також носять просте вбрання.
Поміж амішів та інших скромників, просте вбрання вважається не строєм, а радше виявом своєї релігійної філософії. Просте, скромне вбрання підкоряється неписаній нормі поведінки, яку поміж анабаптистів називають орднунгом, якої, в свою чергу, строго дотримуються аміші та меноніти старого ордену.
До груп, що дотримуються консервативного дрес-коду, належать також буддисти і християнські монахи, ортодоксальні євреї та мусульманки, проте ці типи вбрання зазвичай не називають "простим вбранням".

## Різновиди простого вбрання
Просте вбрання бере свої риси з богослів'я та соціології. Загалом, до їх переліку входять прикривання більшості тіла (в тому числі часто голови, передпліч та литок), мінімальне оздоблення, відмова від тканин з малюнками, шлярок, застібок та прикрас. Використання таких неістотних елементів одягу як краватка, комір та відворот мінімізують або не застосовують їх взагалі. Практичний одяг на кшталт фартухів та хусток можуть одягати поверх базового ансамблю. Задля досягнення більшої продуктивності та забезпечення однорідності просте вбрання часто власноруч виготовляють жінки громади. Звичай простого вбрання може поширюватись також на зачіски та бороди, причому правила можуть змінюватись відповідно до життєвого циклу людини, надаючи дітям та літнім людям більшої свободи вибору.
Поруч з загальними рисами звичаю існує безліч відмінностей у його практикуванні. Для прикладу, в деяких громадах жінки покривають голову мереживним чи прозорим убором, тоді як в інших головний убір повинен бути непрозорим.
Традиційне просте вбрання анабаптистів та інших релігійних груп має довгі рукави, спідницю з високим поясом; не має жодних прикрас. Воно виражає "утилітарність, скромність, довговічність та непомітність", не показує жодної товарної марки та не є диктованим модними трендами. Хустки, фартухи, чепчики та кашкети є частиною простого вбрання.

## Соціальний вплив простого вбрання
Просте вбрання здатне створити відчуття належності до певної громади та водночас вирізнити її членів з ширшої спільноти. Дехто з прихильників цього звичаю описує своє вбрання як спосіб захисту від небажаної уваги. 
Невибагливе вбрання, що його вважають практичним та необхідним, часом досить важко знайти в крамницях, оскільки тенденції в індустрії одягу диктовані людьми, прихильними до моди, які вважають просте вбрання нудним.

## Просте вбрання в літературі
У вікторіанській літературі зображання героїнь у простому вбранні часто вважають засобом позбавлення їх класу чи статі. Також трапляється думка, що такі автори як Шарлота Бронте, Джордж Еліот та Ентоні Тролоп використовували в своїх творах просте вбрання для підкреслення сексуальності персонажів-жінок та їх готовності до подружнього життя, акцентуючи увагу на жіночому тілі під одягом. 

## Галерея

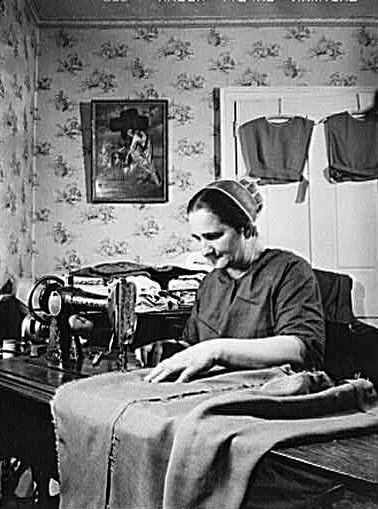
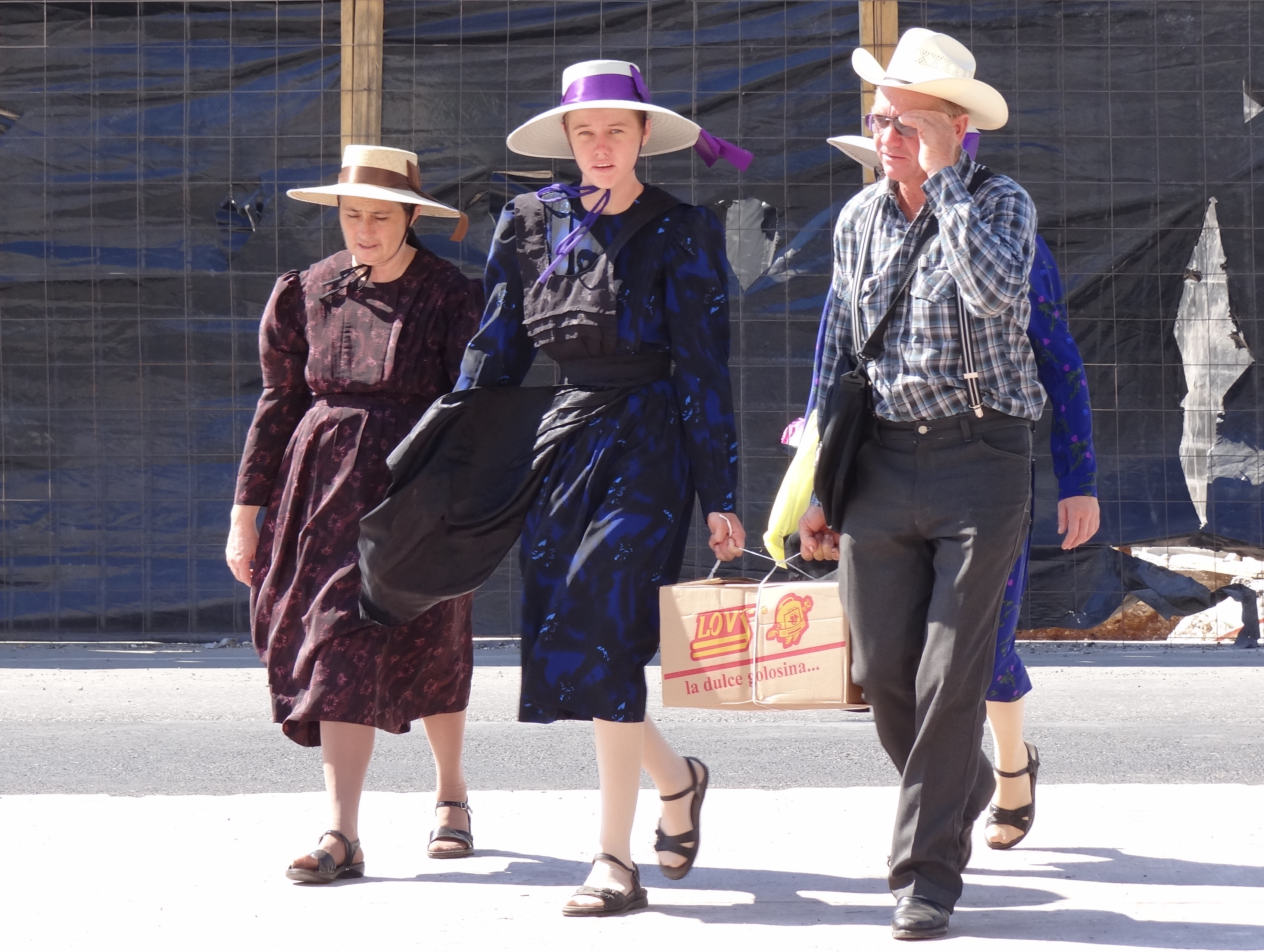
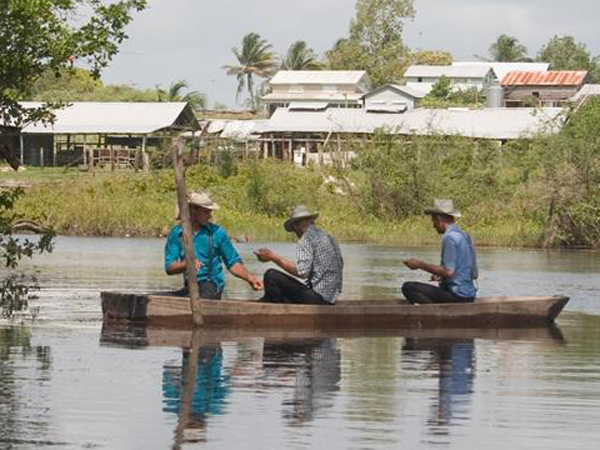
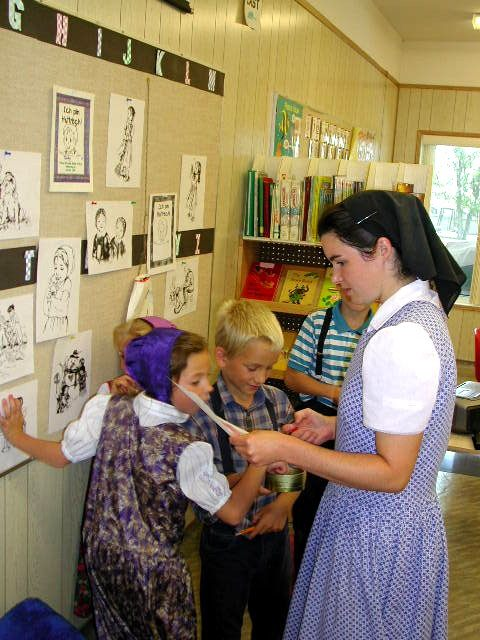
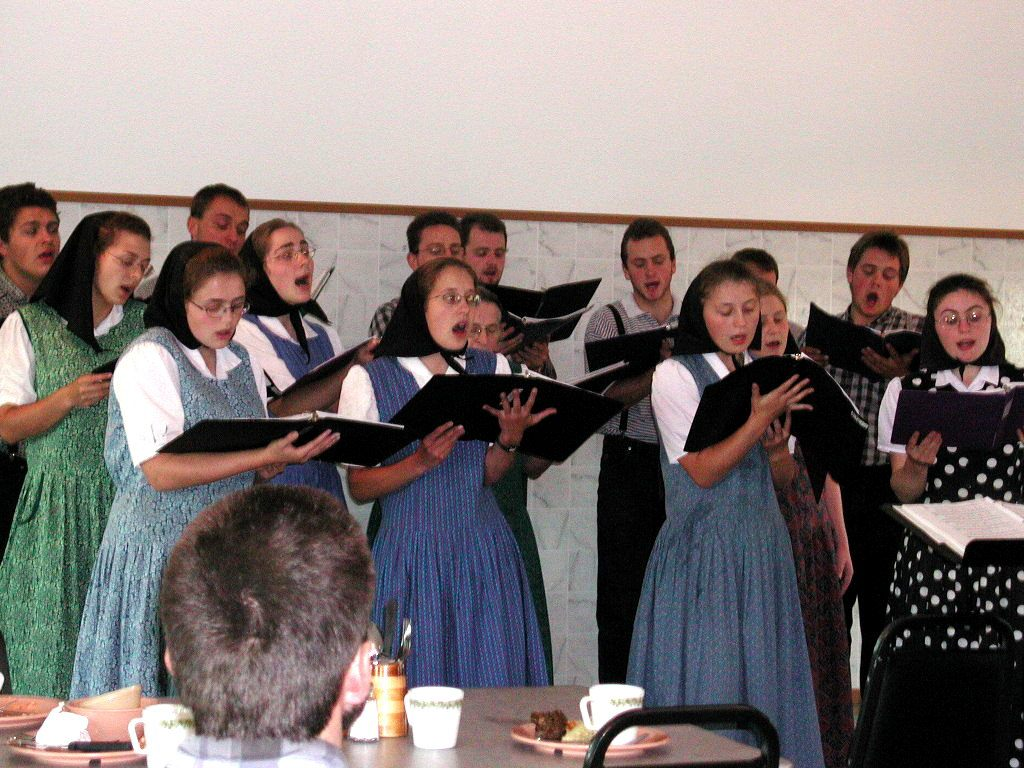
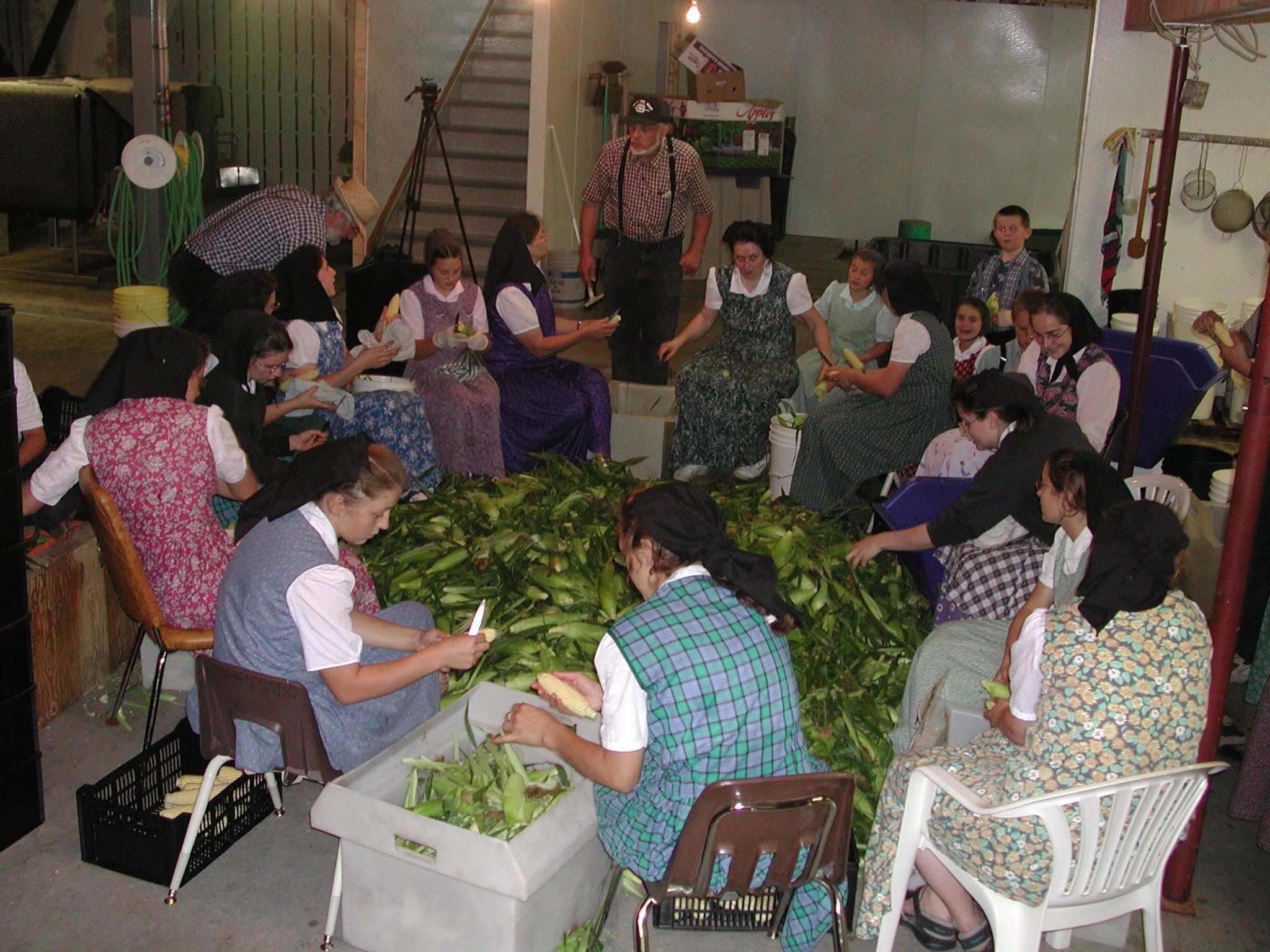
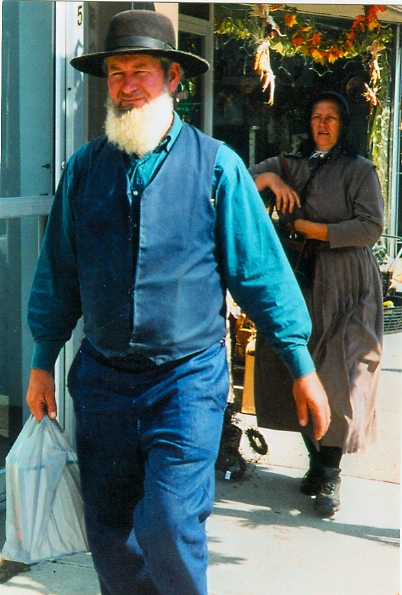
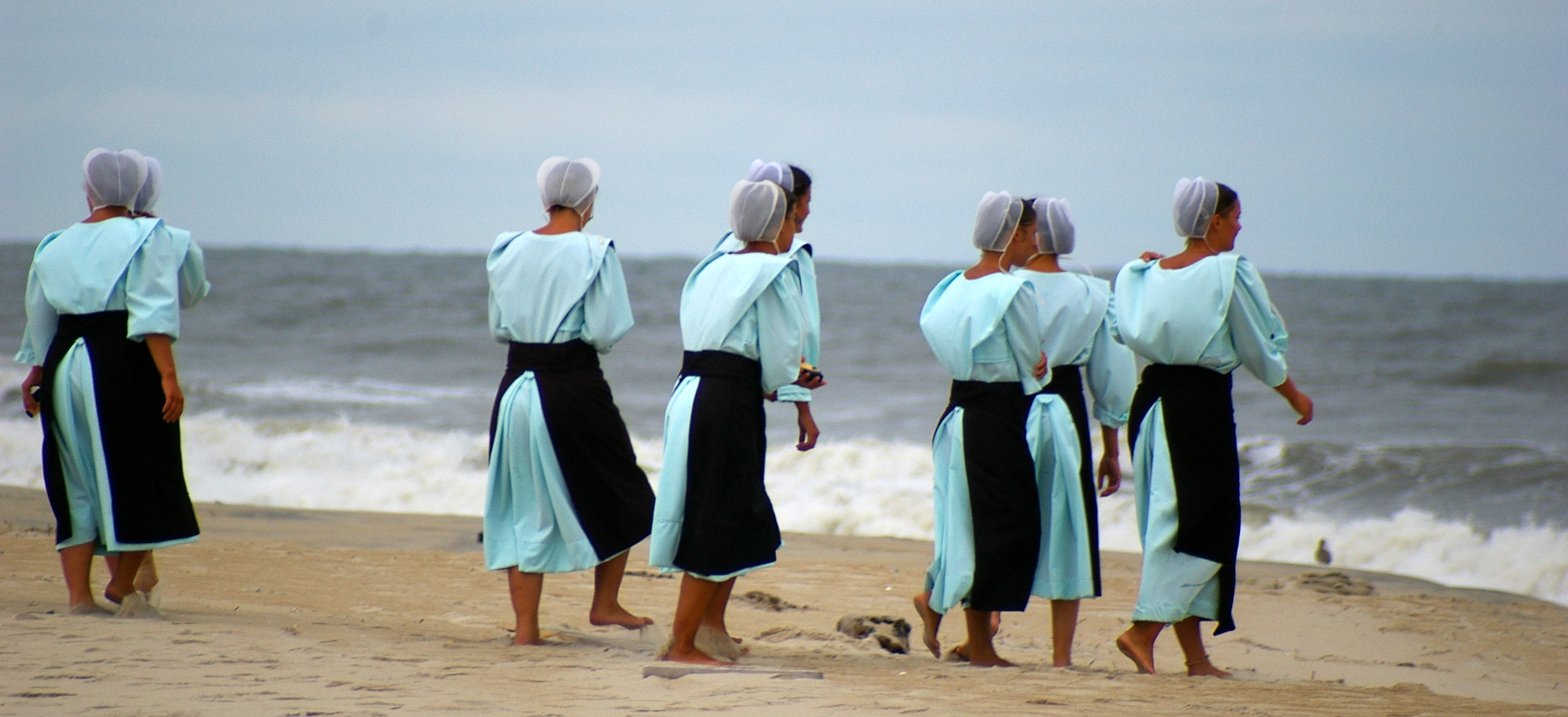
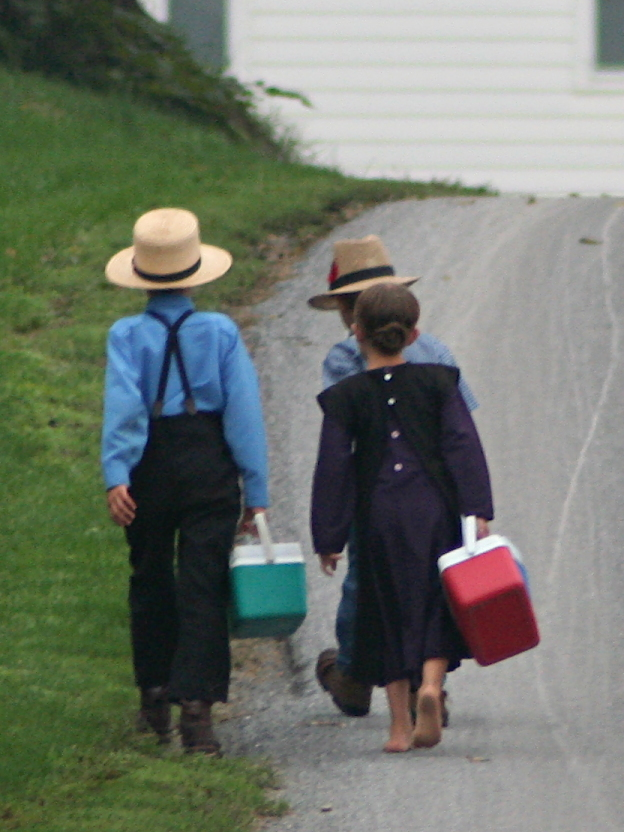
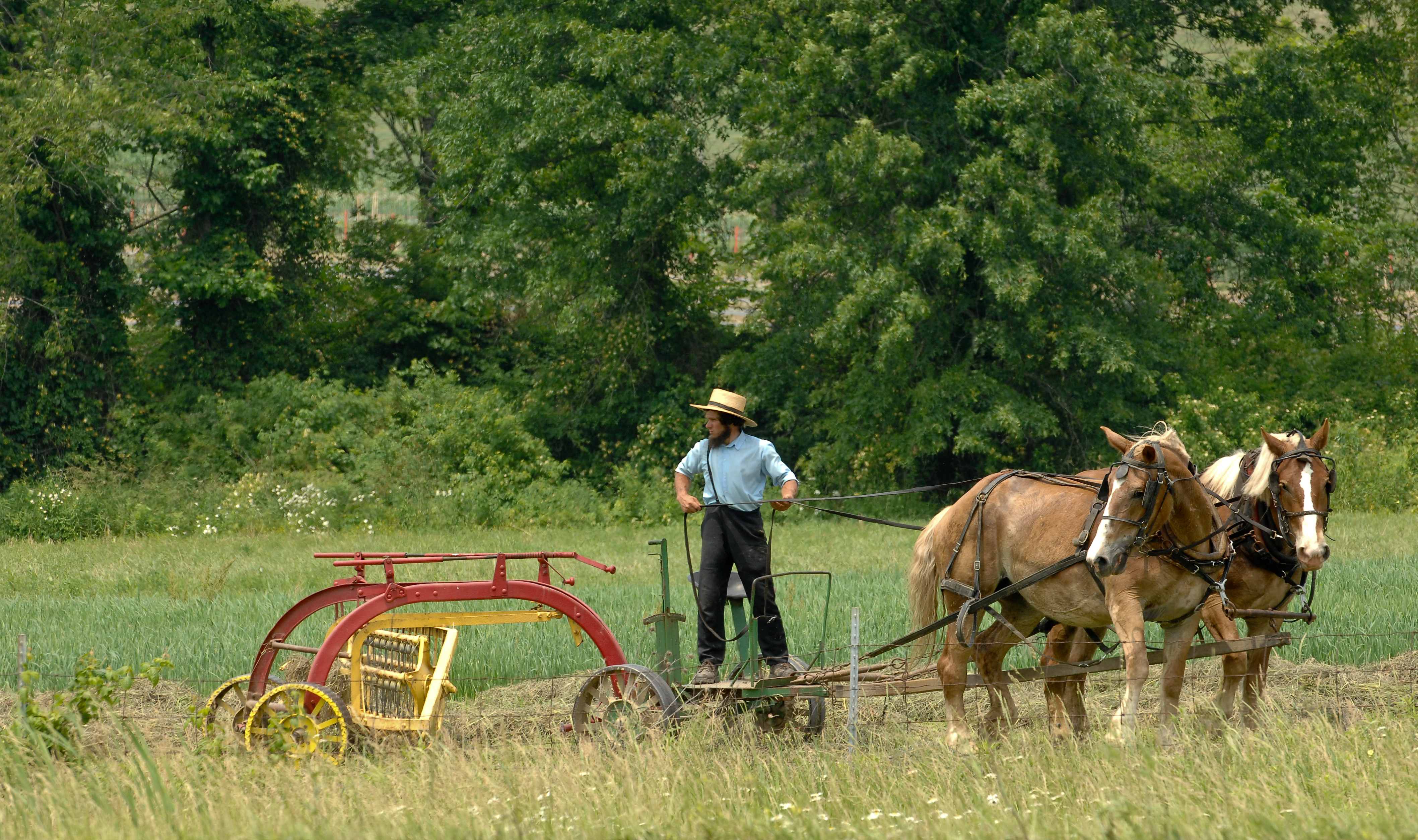